# Costești
Costești (pronunciació en romanès: [kosˈteʃtʲ]) és una ciutat del comtat d'Argeș, Valàquia (Romania). La ciutat administra sis pobles: Broșteni, Lăceni, Pârvu Roșu, Podu Broșteni, Smei i Stârci. La població a 2012 era de 10.530.

## Referències

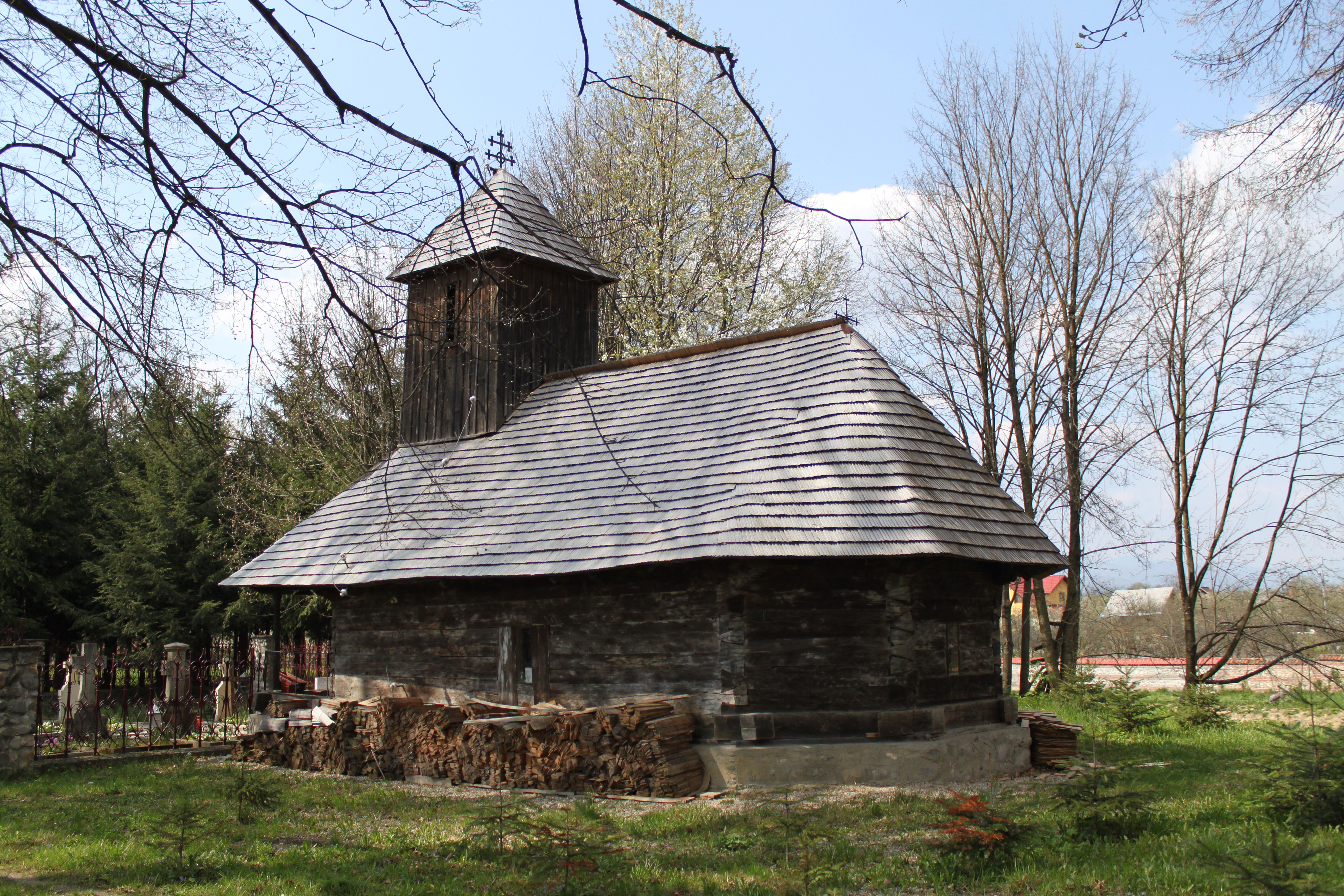
Església de fusta a Podu Broșteni